# Monument à Félix Éboué
Le Monument à Félix Éboué est un monument historique cayennais érigé en 1957 sur la place des Palmistes dans la commune de Cayenne, en Guyane.

## Historique
Le monument a été érigé en hommage à Félix Éboué (1884-1944), né à Cayenne, administrateur colonial, résistant de la première heure durant la Seconde Guerre mondiale, compagnon de la Libération et homme politique français. La place des Palmistes ainsi que le Monument à Félix Éboué ont été classés au titre des monuments historiques, le 9 mars 1999.
La construction du monument fut décidée en 1954. Il fut inauguré le 1er décembre 1957. 

## Caractéristiques
Le monument est réalisé sur les plans de l'architecte Devallière. La statue réalisée par le sculpteur métropolitain Maurice Gardon remplace la fontaine Merlet, installée en 1867.
La statue est encadrée par un portique en maçonnerie, décoré chaque côté par un bas-relief. 

Une phrase d'André Malraux est gravée sur le piédestal de la statue : 

« Étranger, va dire à Lacédémone que ceux qui sont morts ici sont tombés sous sa loi.
Passant, va dire aux Enfants de notre Pays : De ce qui fut le visage désespéré de la France, les yeux de l’homme qui repose ici, n’ont jamais reflété que les traits du courage et de la liberté. »